# ブッダデーブ・ダースグプタ
ブッダデーブ・ダースグプタ（Buddhadeb Dasgupta、1944年2月11日 - 2021年6月10日）は、インドの西ベンガル映画で活動する映画製作者、詩人。
代表作に『Bagh Bahadur』『Tahader Katha』『Charachar』『Uttara』があり、国家映画賞 長編映画賞を5回、国家映画賞 ベンガル語長編映画賞を1回、国家映画賞 監督賞を2回受賞している。詩人としての代表作には『Govir Araley』『Coffin Kimba Suitcase』『Himjog』『Chhaata Kahini』『Roboter Gaan』『Sreshtha Kabita』『Bhomboler Ascharya Kahini O Ananya Kabita』がある。

## 生い立ち
1944年に現在の西ベンガル州プルリア近郊のアナラで、医者の息子として生まれる。彼は9人兄弟の第3子だった。父タルカンタ・ダースグプタはインド鉄道の専属医師だったため、ブッダデーブは各地を転々とする幼少期を過ごした。12歳の時にハウラーのディナバンドゥ校に入学するためコルカタに定住した。インド・パキスタン分離独立後、父タルカンタはカラグプルに移住し、次いでマネンドラガーに移住した。ブッダデーブは成長後にスコティッシュ・チャーチ・カレッジとコルカタ大学で経済学を学んでいる。

## キャリア
ブルドワン大学のシャームスンダル・カレッジで経済学の講師を務め、1976年に経済理論と社会的・政治的現実の落差に幻滅したことをきっかけに映画製作の道に進む。ブッダデーブはカルカッタ映画協会に入会してチャールズ・チャップリン、イングマール・ベルイマン、黒澤明、ヴィットリオ・デ・シーカ、ミケランジェロ・アントニオーニの作品から映像技術を学んだ。1968年に10分間の短編映画『Samayer Kache』を監督し、1978年に最初の長編映画『Dooratwa』を監督した。
ブッダデーブは映画製作の初期においてはサタジット・レイの現実主義的な内容に影響を受けた作品を製作し、後に彼独自のリリシズム的な作風に移行した。彼の監督作品で高い評価を得たものとして『Bagh Bahadur』『Tahader Katha』『Charachar』『Uttara』が挙げられる。

## フィルモグラフィ

### 長編映画
- Samayer Kache（1968年）
- Dooratwa（1978年）
- 苦いひとくち（英語版）（1979年）
- Grihajuddha（1982年）
- Andhi Gali（1984年）
- Phera（1988年）
- Bagh Bahadur（1989年）
- Tahader Katha（1992年）
- Charachar（1993年）
- Lal Darja（1997年）
- Uttara（2000年）
- Mondo Meyer Upakhyan（2002年）
- Swapner Din（2004年）
- Ami, Yasin Ar Amar Madhubala（2007年）
- Kaalpurush（2008年）
- Janala（2009年）
- Mukti（2012年）
- Patralekha（2012年）
- Anwar Ka Ajab Kissa（2013年）
- Tope（2017年）

### ドキュメンタリー映画・テレビシリーズ
- The Continent of Love（1968年）
- Dholer Raja Khirode Natta（1973年）
- Fishermen of Sundarban（1974年）
- Saratchandra（1975年）
- Vigyan O Tar Avishkar（1980年）
- Rhythm of Steel（1981年）
- Indian Science Marches Ahead（1984年）
- Story of Glass（1985年）
- India on the Move（1985年）
- Ceramics（1986年）
- Contemporary Indian Sculpture（1987年）
- History of Indian Jute（1990年）
- Aranyak（1996年）